# Григорий XI
Григорий XI, по рождение Пиер Рожер дьо Бюфор, е папа от 1370 г. до 1378 г.
През 1378 Григорий XI премества папската резиденция отново в Рим, като с това приключва Авиньонското папство. Той също така умира в Рим.
По време на неговата служба като папа са взети доста крайни мерки срещу еретиците, отстъпили в Германия, Англия и други части на Европа. Също предприети са усилия по реформирането на редица монашески ордени. Формално папата осъжда 19-те предложения от Джон Уиклиф (1320 – 84) и 13-те члена на сборника от закони Захеншпигел през 1377 г. Връщането му в Рим се дължи отчасти на пламенните думи на Св. Екатерина Сиенска, това става на 27 януари 1377 г. Опит за подобно връщане е правен от неговия предшественик Урбан V без успех. Все пак проектът по завръщането е забавен от конфликт станал известен като Война на осемте светци и папата отлъчва за известно време Флоренция, която е виновна за конфликта. Негов наследник е папа Урбан VI, но антипапа Климент VII получава широка подкрепа и това поставя началото на Голямата схизма.